# Dance me if you can
«Dance Me If You Can» es el título del segundo sencillo oficial de The Cheetah Girls del tercer álbum, The Cheetah Girls: One World. La canción es la tercera canción del disco.

## Vídeo musical
El vídeo muestra a The Cheetah Girls en una discusión con una coreógrafa llamado Gita sobre quién puede bailar mejor. Las chicas los demuestran con el hip-hop, mientras Gita y sus bailarines van para el estilo Bollywood-danzas. En última instancia los dos grupos terminan la disputa enseñándose unos a otros diferentes clases de movimientos y se convierte en una mezcla de hip-hop y la danza Bollywood.

## Lanzamientos

### Sencillo
- ‘El sencillo esta ahora disponible en iTunes.

### Vídeo
- El vídeo fue lanzado en Disney.com el 11 de julio de 2008, así como en Disney Channel. Dirigido por Poel Hoen, director de la película, el video es un clip de la película. El video fue filmado en locación en Undaipur, Rajastán en India.

## Versiones
Hay dos versiones de la canción, en una de las versiones aparece la voz de Deepti Daryanani y Sabrina Bryan en el verso final, mientras que en la otra versión la voz Adrienne Bailon está en el verso final. Se ha confirmado que la versión que se pondrá en el álbum (de The Cheetah Girls: One World) y usada en la película será la versión en la cual se usan las voces de Deepti y Sabrina, mientras que la voz de Adrienne se utilizará en la promoción del vídeo musical para la canción.

## Posicionamiento
| Listas (2008)       | Posición |
| ------------------- | -------- |
| Radio Disney Top 30 | 4        |
| US iTunes Top 100   | 94       |